# サンゴヘビ属
サンゴヘビ属（サンゴヘビぞく、Micrurus）は、有鱗目コブラ科に属する属。特定動物。

## 分布
北アメリカ大陸、南アメリカ大陸

## 形態
頭部は丸い。赤、白、黒の横帯が入る。別科のキングヘビ属の構成種等では本属の構成種に類似した形態を持ち、擬態をしていると考えられている。

### 毒
毒は神経毒。一般的に毒は獲物に注入して、獲物の神経を麻痺させた後に捕食するために用いる。毒牙は短く、厚い衣服を貫通出来ない。

## 生態
砂漠から森林まで様々な環境に生息する。地表棲。夜行性。
食性は動物食で、魚類、両生類、小型爬虫類、鳥類や卵、小型哺乳類、昆虫、節足動物等を食べる。
繁殖形態は卵生。

## 分類
- Micrurus alleni　アレンサンゴヘビ
- Micrurus ancoralis　アンカーサンゴヘビ
- Micrurus annellatus　ワモンサンゴヘビ
- Micrurus averyi　ズグロサンゴヘビ
- Micrurus bernadi　クラカケサンゴヘビ
- Micrurus bocourti　ボクールサンゴヘビ
- Micrurus bogerti　ボガードサンゴヘビ
- Micrurus browni　ブラウンサンゴヘビ
- Micrurus catamayensis　カタマヨサンゴヘビ
- Micrurus clarki　クラークサンゴヘビ
- Micrurus collaris　クビワサンゴヘビ
- Micrurus decoratus　カザリサンゴヘビ
- Micrurus diana　ダイアナサンゴヘビ
- Micrurus diastema　インターバルサンゴヘビ
- Micrurus dissoleucus　コビトサンゴヘビ
- Micrurus distans　ベニサンゴヘビ
- Micrurus dumerilii　デュメリルサンゴヘビ
- Micrurus elegans　エレガントサンゴヘビ
- Micrurus ephippifer　クロノセサンゴヘビ
- Micrurus filiformis　ヒモサンゴヘビ
- Micrurus frontalis　タンビサンゴヘビ
- Micrurus frontifasciatus　クロヒタイサンゴヘビ
- Micrurus fulvius　ハーレクインサンゴヘビ
- Micrurus hemprichii　ムシクイサンゴヘビ
- Micrurus hippocrepis　バテイサンゴヘビ
- Micrurus ibiboboca　イビボボカサンゴヘビ
- Micrurus isozonus　ハバヒトシサンゴヘビ
- Micrurus langsdorffi　ランスドルフサンゴヘビ
- Micrurus laticollaris　フトクビワサンゴヘビ
- Micrurus latifasciatus　ヒロオビサンゴヘビ
- Micrurus lemniscatus　リボンサンゴヘビ
- Micrurus limbatus　ミダレオサンゴヘビ
- Micrurus margaritiferus　シロボシサンゴヘビ
- Micrurus medemi　メデムサンゴヘビ
- Micrurus mertensi　メルテンスサンゴヘビ
- Micrurus mipartitus　ツノマベニサンゴヘビ
- Micrurus multifasciatus　タタイサンゴヘビ
- Micrurus multiscutatus　ドウナガサンゴヘビ
- Micrurus narduccii　アンデスセグロサンゴヘビ
- Micrurus nebularis　カスミサンゴヘビ
- Micrurus nigrocinctus　チュウベイサンゴヘビ
- Micrurus paraensis　アンカーサンゴヘビ
- Micrurus peruvianus　ワモンサンゴヘビ
- Micrurus petersi　プシュケサンゴヘビ
- Micrurus proximans　クラカケサンゴヘビ
- Micrurus psyches　ボクールサンゴヘビ
- Micrurus putumayensis　ボガードサンゴヘビ
- Micrurus pyrrhocryptus　ブラウンサンゴヘビ
- Micrurus remotus　カタマヨサンゴヘビ
- Micrurus ruatanus　クラークサンゴヘビ
- Micrurus sangilensis　アレンサンゴヘビ
- Micrurus scutiventris　アンカーサンゴヘビ
- Micrurus spixii　オオサンゴヘビ
- Micrurus spurelli　チョウハンサンゴヘビ
- Micrurus steindachneri　ヤマスソサンゴヘビ
- Micrurus stewarti　ステュワートサンゴヘビ
- Micrurus stuarti　ボルカノサンゴヘビ
- Micrurus surinamensis　ミズサンゴヘビ
- Micrurus tschudii　アレチサンゴヘビ

## 人間との関係
総じて強毒種だが、非常に臆病で、人が噛まれて死亡した事例は殆ど記録されていない。